# Parres
Parres – gmina w Hiszpanii, w prowincji Asturia, w Asturii, o powierzchni 126,08 km². W 2011 roku gmina liczyła 5699 mieszkańców.